# Martin Taylor
Martin Taylor (Ashington, 9 novembre 1979) è un ex calciatore inglese, di ruolo difensore.

## Carriera
Il 29 gennaio 2010, dopo essere rimasto svincolato dal Birmingham City, fu molto vicino al trasferimento alla squadra italiana del Cagliari, poiché fortemente voluto dal presidente Massimo Cellino. Tuttavia decise successivamente di rimanere in Inghilterra. firmando un contratto di due anni con il Watford, squadra militante nel Championship (seconda divisione inglese). Il 2 febbraio seguente debutta con la nuova maglia, nella match vinto per 3-0 contro lo Sheffield United a Vicarage Road. Una settimana più tardi segna il suo primo gol con gli Hornets, nella vittoria per 2-0 sul campo del Bristol City.
Il 31 agosto 2012 si trasferisce allo Sheffield Wednesday, firmando un contratto biennale. Il 10 settembre 2013 passa in prestito al Brentford, con cui gioca cinque partite di campionato, segnando due gol. Al termine della stagione 2013-2014, in cui non ha disputato neanche una partita ufficiale, annuncia il suo ritiro dal calcio giocato.

## Palmarès

### Club

#### Competizioni nazionali
- Coppa di Lega inglese: 1

Blackburn Rovers: 2001-2002